# 市原義夫
市原 義夫（いちはら よしお、1907年8月15日 - 没年不詳）は、日本の俳優、元映写技師である。本名は市原 義一（いちはら よしかず）。市原 義雄と表記に揺れがある。マキノ・プロダクションの主要人物の一人である。

## 来歴・人物
1907年（明治40年）8月15日、京都府京都市上京区千本通東入に生まれる。2000年（平成12年）4月1日に発行された『日本映画興亡史 マキノ一家』（ワイズ出版）には、生年・出生地は不詳としている。
常設館の映写技師から俳優を志し、1925年（大正14年）6月、マキノ・プロダクションに入社。翌々1927年（昭和2年）12月31日に公開されたマキノ省三監督映画『合点勘次』で映画デビューを果たす。入社当初はあまり役に恵まれずにいたが、翌1928年（昭和3年）2月1日に杉狂児（1903年 - 1975年）が退社した後から、杉に次ぐ三枚目俳優として活躍するようになり、以後、同年5月5日に公開された二川文太郎監督映画『新版大岡政談 前篇』など、多数の時代劇、現代劇に出演した。
1929年（昭和4年）に発行された『日本映画俳優名鑑 昭和五年版』（映画世界社）などによれば、京都府葛野郡花園村谷口斎宮町（現在の京都市右京区龍安寺斎宮町）、後に京都府上京区五辻通六軒町南入ル末広町に住み、趣味はビリヤードで、嗜好物はチョコレート、尊敬する俳優はジョン・ギルバート（1897年 - 1936年）とルネ・アドレー（1898年 - 1933年）であるという旨の記述がなされている。
1931年（昭和6年）のマキノ・プロダクション解散後は、トキワ映画社を経て、同社の監督であった金森萬象（1893年 - 1982年）が設立した協立映画プロダクションに参加。しかし、翌1932年（昭和7年）5月1日に公開された金森萬象監督映画『猿飛漫遊記 前後篇』以降の出演作品が見当たらず、以後の消息は不明である。トーキー作品への出演は1作もなく、出演作品はすべてサイレント映画であった。没年不詳。市原の来歴について記載されている資料はほとんど存在しない。

## 出演作品

### マキノ・プロダクション御室撮影所
全て製作は「マキノ・プロダクション御室撮影所」、配給は「マキノ・プロダクション」、全てサイレント映画である。
- 『合点勘次』：監督マキノ省三、1927年12月31日公開 - 多々羅太郎助
- 『忠魂義烈 実録忠臣蔵』：監督マキノ省三、1928年3月14日公開 - 岡野金右衛門包秀
- 『新版大岡政談 前篇』：監督マキノ省三・松田定次・稲葉蛟児、1928年4月15日公開
- 『新版大岡政談 前篇』：監督二川文太郎、1928年5月5日公開 - 鼓の与吉
- 『新版大岡政談 中篇』：監督二川文太郎、1928年5月18日公開 - 鼓の与吉
- 『百三十里はるばると』：監督中島寳三、1928年6月1日公開
- 『伊達男』：監督押本七之輔、1928年6月8日公開
- 『蹴合鶏』：監督マキノ正博、1928年6月29日公開
- 『天明果報談』：監督金森萬象、1928年7月20日公開
- 『緋の笑ひ』：監督二川文太郎、1928年9月21日公開 - 木樵
- 『浪人街 第一話 美しき獲物』：監督マキノ正博、1928年10月20日公開 - 佐吉
- 『崇禅寺馬場』：監督マキノ正博、1928年11月14日公開
- 『水戸黄門 東海道篇』：監督中村寳三、1929年2月1日公開 - 高山五郎
- 『大安日』：監督川浪良太、1929年2月15日公開 - 富山の薬売り
- 『元和豪侠伝』：監督金森萬象、1929年3月8日公開 - 蜂沼啓助
- 『異説 清水一角』：監督二川文太郎、1929年3月31日公開 - 官八
- 『ブルドックボーイ』：監督川浪良太、1929年9月27日公開
- 『人斬伊太郎』：監督並木鏡太郎、1930年2月28日公開 - 乾分三吉
- 『二刀流遍路 後篇』：監督勝見正義、1930年3月28日公開 - 小天狗正吉
- 『吉原百人斬』：監督中島寳三、1930年6月6日公開 - 町人源吉

### トキワ映画社
製作・配給は「トキワ映画社」、部分発声映画である。
- 『上海戦線四十哩』：監督上野喜八、1932年4月15日公開

### 協立映画プロダクション
製作・配給は「協立映画プロダクション」、サイレント映画である。
- 『猿飛漫遊記 前後篇』：監督金森萬象、1932年5月1日公開 - 町人源吉